# Delta (Missouri)
Delta é uma cidade localizada no estado americano de Missouri, no Condado de Cape Girardeau.

## Demografia
Segundo o censo americano de 2000, a sua população era de 517 habitantes.
Em 2006, foi estimada uma população de 538, um aumento de 21 (4.1%).

## Geografia
De acordo com o United States Census Bureau tem uma área de
1,1 km², dos quais 1,1 km² cobertos por terra e 0,0 km² cobertos por água.

## Localidades na vizinhança
O diagrama seguinte representa as localidades num raio de 16 km ao redor de Delta.